# Time Is Now
Time Is Now je debutové sólové studiové album českého hudebního producenta a diskžokeje DJ Wiche. Bylo vydáno 5. května 2004.

## Seznam skladeb
| Pořádí | Název                                     | Hudba   | Délka |
| ------ | ----------------------------------------- | ------- | ----- |
| 1.     | Beats Under Rhymes (Intro)                | DJ Wich | 1:44  |
| 2.     | Du Dolu                                   | DJ Wich | 4:06  |
| 3.     | S Akou Mierou (feat. Čistychov)           | DJ Wich | 3:37  |
| 4.     | Time Is Now (feat. K Otix)                | DJ Wich | 3:43  |
| 5.     | Seems That (Skit)                         | DJ Wich | 0:49  |
| 6.     | 1000 MC'S (feat. Indy)                    | DJ Wich | 4:05  |
| 7.     | Podjeb Ju                                 | DJ Wich | 4:22  |
| 8.     | Nie Precjoza (feat. Wwo)                  | DJ Wich | 5:51  |
| 9.     | Easy (Skit)                               | DJ Wich | 1:09  |
| 10.    | Colgate White (feat. Promoe)              | DJ Wich | 4:33  |
| 11.    | Jádro Kudla (feat. Supercrooo)            | DJ Wich | 3:30  |
| 12.    | Čo to Hrá (feat. Vec)                     | DJ Wich | 3:24  |
| 13     | No Matter What The Style (Skit)           | DJ Wich | 0:30  |
| 14.    | No Poď                                    | DJ Wich | 3:40  |
| 15.    | Pobřežní Hlídka (feat. Orion)             | DJ Wich | 4:42  |
| 16.    | Vidlák, Rap, Já (feat. Čistychov)         | DJ Wich | 3:44  |
| 17.    | Step Up (feat. Trafik)                    | DJ Wich | 2:43  |
| 18     | 1999-2004 (feat. LA4)                     | DJ Wich | 4:00  |
| 19.    | Supercharger (feat. Mod the Black Marvel) | DJ Wich | 3:41  |
| 20.    | Last Night (Skit)                         | DJ Wich | 0:56  |
| 21.    | Snívam (feat. Tina)                       | DJ Wich | 4:52  |
| 22.    | Time Is Now (Rmx) [feat. K Otix]          | DJ Wich | 4:00  |
| 23.    | Beating of My Heart (Outro)               | DJ Wich | 0:47  |